# Манвел (Северна Дакота)
Манвел (енгл. Manvel) град је у америчкој савезној држави Северна Дакота.

## Демографија
По попису из 2010. године број становника је 360, што је 10 (-2,7%) становника мање него 2000. године.
| Група             | 2000.       | 2010.       |
| Белци             | 356 (96,2%) | 354 (98,3%) |
| Афроамериканци    | 3 (0,8%)    | 0 (0,0%)    |
| Азијати           | 0 (0,0%)    | 0 (0,0%)    |
| Хиспаноамериканци | 5 (1,4%)    | 3 (0,8%)    |
| Укупно            | 370         | 360         |